# Briggs Automotive Company

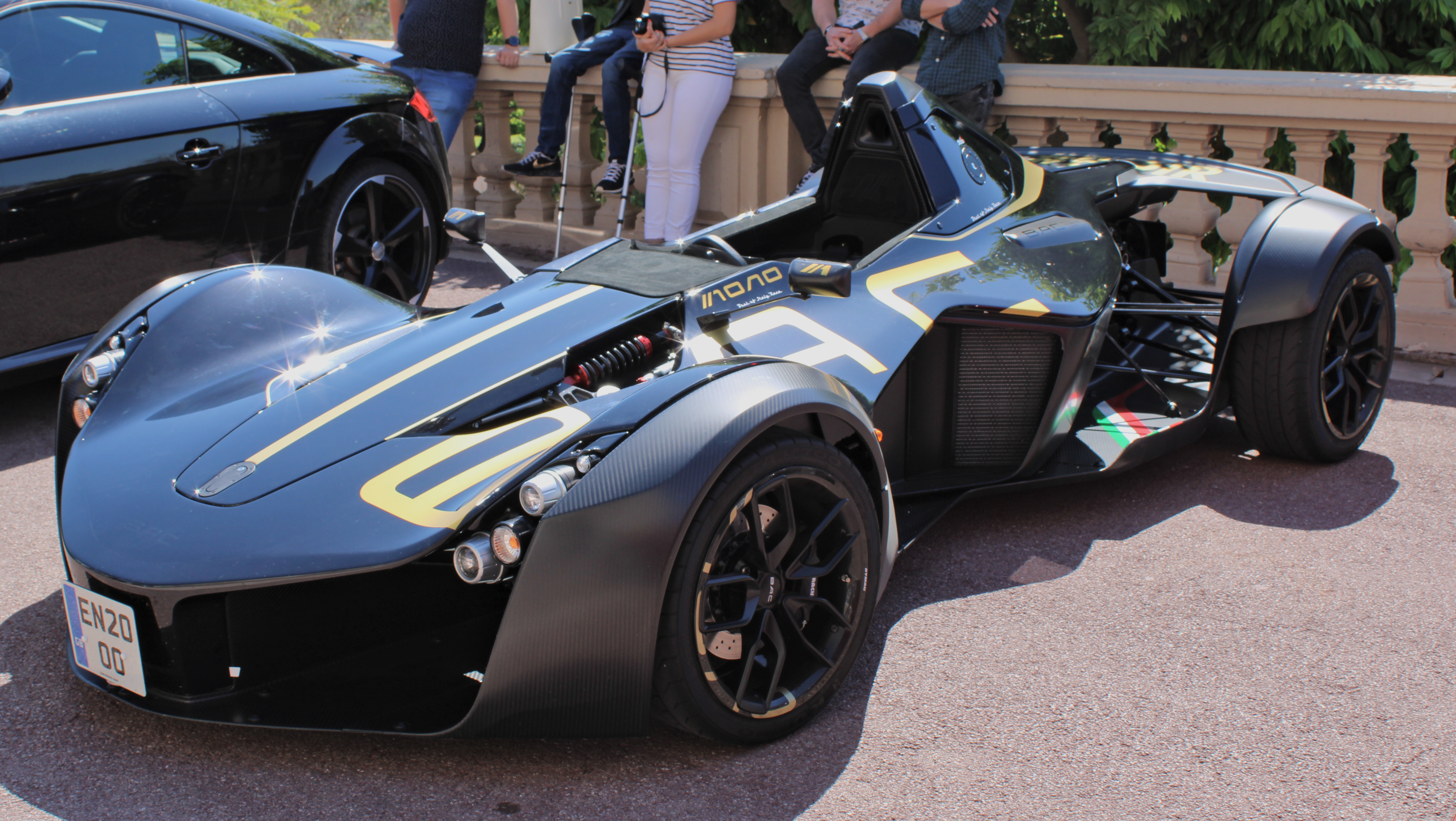
BAC Mono

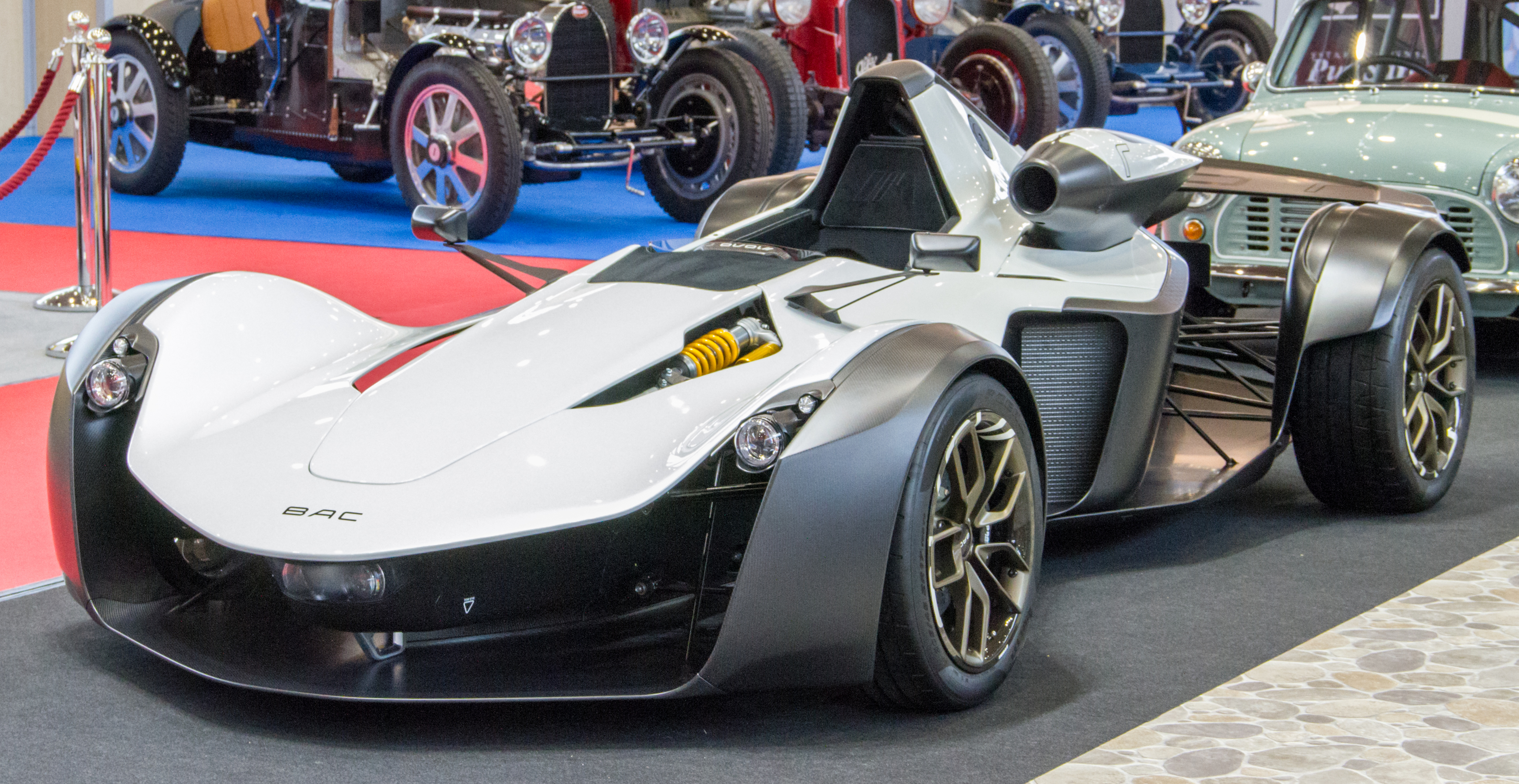
BAC Mono R

Briggs Automotive Company (BAC) Limited ist ein britischer Hersteller von Automobilen.

## Unternehmensgeschichte
Ian Paul Briggs und Neill Anthony Briggs gründeten am 4. März 2009 das Unternehmen in Runcorn in der Grafschaft Cheshire. Das Unternehmen selbst gibt dagegen eine Adresse im benachbarten Liverpool an. Sie begannen mit der Produktion von Automobilen. Der Markenname lautet BAC. Alexandre Gama de Medeiros wurde am 11. Juni 2014 zusätzlicher Direktor.

## Fahrzeuge
Das einzige Modell des Unternehmens ist der Sportwagen Mono. Die offene Karosserie bietet Platz für eine Person.